# Absolute in Doubt
Absolute in Doubt è un singolo del rapper statunitense Lil Peep, in collaborazione con Wicca Phase Springs Eternal, pubblicato l'8 giugno 2017 come primo ed unico estratto del mixtape Crybaby.
Il brano è stato esteso e pubblicato come singolo su Spotify. Nella versione originale pubblicata su SoundCloud, la parte di Lil Peep viene ripetuta, mentre la parte di Wicca Phase Springs Eternal è stata interpolata dal brano JESSE LACEY IN MERCEDES, pubblicato il 15 aprile 2016, del medesimo rapper.
Secondo il produttore Foxwedding, non ha utilizzato alcun campione nella produzione di Absolute in Doubt.

## Antefatti
Il 12 aprile 2016, Lil Peep ha spedito tre basi al rapper Wicca Phase Springs Eternal, prodotte da Smokeasac, Foxwedding ed un altro produttore anonimo, destinati per il suo album Crybaby. Alla fine, Wicca Phase ha deciso di scegliere la base di Foxwedding vista l'ammirità nei suoi confronti in quel periodo e la sua preferenza per le basi mid-to-up-tempo. Secondo Wicca Phase, Lil Peep voleva che inviasse la sua parte vocale del brano al rapper Yawns durante quella settimana, tuttavia ha affermato che nel 2016 non era ancora in grado di scrivere e registrare canzoni con vincoli temporali. In quel periodo, Wicca Phase aveva finito di registrare il brano Jesse Lacey in Mercedes con lo scopo che sarebbe diventato il lato B del singolo digitale She Doesn't Believe in Thelema, decidendo quindi di usare la breve parte vocale del brano per inserirla in Absolute in Doubt, che all'epoca non conteneva ancora la sua parte. Il 13 aprile 2016, Lil Peep ha registrato il brano nel suo appartamento alla 1700 University Drive di Pasadena.

## Tracce

### Versione originale
1. Absolute in Doubt – 3:23 (testo: Gustav Åhr, Adam McIlwee, Joseph Cavallo – musica: Foxwedding)

### Versione singolo
1. Absolute in Doubt – 3:47 (testo: Gustav Åhr, Adam McIlwee, Joseph Cavallo – musica: Foxwedding)

## Formazione

### Musicisti
- Lil Peep – voce, testi
- Wicca Phase Springs Eternal – voce, testi
- Joe LaPorta – ingegnere mastering

### Produzione
- Foxwedding – testi, produzione